# Megaloceros
Megaloceros (tiếng Hy Lạp: μεγαλος, megalos + κερας, keras, nguyên nghĩa "Sừng lớn") là một chi hươu nai đã tuyệt chủng.

## Một số loài được ghi nhận
- Megaloceros antecedens
- Megaloceros cazioti
- Megaloceros dawkinsi
- Megaloceros giganteus
- Megaloceros luochuanensis
- Megaloceros obscurus
- Megaloceros pachyosteus
- Megaloceros savini
- Megaloceros verticornis